# Дом на улице Физули, 27
Дом на улице Физули, 27 (азерб. Füzuli küçəsi 27 ünvavında ev) — дом, находившийся на улице Физули, 27 в Насиминском районе города Баку, Азербайджан. Согласно распоряжению Кабинета Министров Азербайджанской Республики об исторических и культурных памятниках являлся архитектурным памятником истории и культуры местного значения.

## История и архитектура дома
Трёхэтажный жилой дом Ага Рагим-бека Меликова был построен в 1905 году. Первоначальный проект дома был выполнен в стиле модерна, а позднее были использованы и элементы Ренессанса. Это здание являлось одним из немногих зданий на улице с безордерной системой. Архитектурные детали здания были определены гармонией мест центральных ризалитов и окон. На фасаде здания имелось большое количество деталей с резьбой по камню, орнаментами и монограммой владельца. Укладка же с нежными выступами спадает мягким слоем по всей структуре здания.
В 2001 году Кабинет Министров Азербайджанской Республики подписал распоряжение об исторических и культурных памятниках, согласно которому данный жилой дом стал архитектурным памятником истории и культуры местного значения.
В 2009 году президент Азербайджана Ильхам Алиев дал распоряжение построить парковый комплекс охватывающий территорию от Дворца имени Гейдара Алиева до площади Физули. В феврале 2010 года на улице Физули начался снос старых домов. В частности был снесён данный исторический архитектурный трехэтажный дом.
10 мая 2013 года состоялось открытие «Зимнего бульвара», построенного между улицами Физули и Мирзаги Алиева в Баку. В церемонии открытия приняли участие президент страны Ильхам Алиев, его супруга Мехрибан Алиева и члены их семьи. «Зимний бульвар» охватывающий 7 га территории, длиной 1 км, и шириной 150 м стал крупнейшим парком в черте города Баку.